# Premi Xarmenta
Premi Xarmenta és un premi que organitza i lliura des de 2005 l'Asociación Berciana da Lingua Xarmenta per a promocionar la llengua gallega d'El Bierzo. La gal·la de lliurament dels guardons té lloc en el Teatre Bergidum de Ponferrada en el mes de gener de cada any. El guardó és una voluta de Sargadelos.

## Categories
- Premi Xarmenta per a una personalitat que es distingeixi pel seu defensa de la llengua gallega fora de la Galícia administrativa, especialment al Bierzo.
- Premi Xarmenta per a una institució, col·lectiu, empresa, etc., que col·labori de forma decidida amb el desenvolupament i promoció de la llengua gallega al Bierzo.

## Premiats
- 2005: Luis Tosar i el Consell Comarcal del Bierzo.[2]
- 2006: Amancio Prada i la Real Academia Galega.[3][4]
- 2007: Manuel Rivas i conjuntament la Xunta de Galicia i Junta de Castella i Lleó.[5][6]
- 2008: Susana Seivane Hoyo i conjuntament l'Escola de Gaitas de Vilafranca do Bierzo i Aira da Pedra.[7][8]

## Membres del jurat
- Àrea de Normalització Lingüística de la Universitat de Vigo[9]
- Ajuntament de Cacabelos
- Ajuntament de Puente de Domingo Flórez
- Comissió Cultural Martín Sarmiento
- Consell Comarcal del Bierzo
- Associació Berciana da Lingua Xarmenta, que promou el gallec a la comarca del Bierzo.